# خلنجاوية
الخلنجاوية (الاسم العلمي: Ericeae) هي قبيلة من النباتات تتبع فصيلة الخلنجية من الرتبة الخلنجيات.

## أجناس
- الخلنج (الأسم العلمي:Erica)
- الكالونا (الأسم العلمي:Calluna)
- الدابوسيا (الأسم العلمي:Daboecia)